# Eleições europeias de 2024 (Alemanha)
As eleições europeias de 2024 na Alemanha foram realizadas a 9 de junho e serviram para eleger os 96 deputados nacionais para o Parlamento Europeu durante as eleições europeias.
Estas foram as primeiras eleições nacionais desde das eleições federais de 2021, que marcaram o fim de 16 anos de governação de Angela Merkel e a eleição do social-democrata Olaf Scholz como chanceler alemão.
Nas eleições europeias com a mais alta taxa de participação de sempre na Alemanha, a União Democrata-Cristã voltou a ser o partido vencedor e, com contado com o seu tradicional parceiro bávaro da União Social-Cristã, obteve cerca de 30% dos votos.
A extrema-direita alemã, o partido Alternativa para a Alemanha, obteve o melhor resultado nacional de sempre após 1945 ao ficar em segundo lugar com 16% dos votos. Na antiga Alemanha Oriental, a AfD foi o partido mais votado, com um resultado à volta dos 27%.
Os partidos da coligação governativa (Partido Social-Democrata, Aliança 90/Os Verdes e Partido Democrático Liberal) obtiveram resultados desastrosos, com especial destaque para os Verdes que passou de 21% para 12%. Os três partidos ficaram-se com um resultado a rondar os 31% dos votos.
Destaque ainda para o bom resultado do novo partido da esquerda populista, Bündnis Sahra Wagenknecht, que conseguiu 6%. Na antiga RDA, o partido ficou mesmo em terceiro lugar com um resultado a rondar os 14%.

## Resultados oficiais
| Partido                 | Partido                                                   | Votos      | %               | +/-   | Deputados | +/-     |
| ----------------------- | --------------------------------------------------------- | ---------- | --------------- | ----- | --------- | ------- |
|                         | União Democrata-Cristã (sem a CSU na Baviera)             | 9 431 567  | 23,70 / 100,00  | 1,13  | 23 / 96   | Estável |
|                         | Alternativa para a Alemanha                               | 6 324 008  | 15,89 / 100,00  | 4,91  | 15 / 96   | 4       |
|                         | Partido Social-Democrata da Alemanha                      | 5 548 528  | 13,94 / 100,00  | 1,88  | 14 / 96   | 2       |
|                         | Aliança 90/Os Verdes                                      | 4 736 913  | 11,90 / 100,00  | 8,63  | 12 / 96   | 9       |
|                         | União Social-Cristã (apenas na Baviera)                   | 2 513 300  | 6,32 / 100,00   | 0,02  | 6 / 96    | Estável |
|                         | Bündnis Sahra Wagenknecht                                 | 2 453 652  | 6,17 / 100,00   | Novo  | 6 / 96    | Novo    |
|                         | Partido Democrático Liberal                               | 2 060 457  | 5,18 / 100,00   | 0,24  | 5 / 96    | Estável |
|                         | A Esquerda                                                | 1 091 268  | 2,74 / 100,00   | 2,76  | 3 / 96    | 2       |
|                         | Eleitores Livres                                          | 1 062 132  | 2,67 / 100,00   | 0,51  | 3 / 96    | 1       |
|                         | Volt Alemanha                                             | 1 023 161  | 2,57 / 100,00   | 1,90  | 3 / 96    | 2       |
|                         | Die PARTEI                                                | 775 392    | 1,95 / 100,00   | 0,45  | 2 / 96    | Estável |
|                         | Partido Pessoas, Ambiente e Proteção dos Animais          | 570 498    | 1,43 / 100,00   | 0,02  | 1 / 96    | Estável |
|                         | Partido Democrático Ecológico                             | 257 968    | 0,65 / 100,00   | 0,34  | 1 / 96    | Estável |
|                         | Partido da Família da Alemanha                            | 243 975    | 0,61 / 100,00   | 0,12  | 1 / 96    | Estável |
|                         | Partido do Progresso                                      | 227 631    | 0,57 / 100,00   | Novo  | 1 / 96    | Novo    |
|                         | Partido Pirata da Alemanha                                | 186 773    | 0,47 / 100,00   | 0,18  | 0 / 96    | 1       |
|                         | Partido de Ação para o Bem-Estar dos Animais              | 173 443    | 0,44 / 100,00   | 0,17  | 0 / 96    | 0       |
|                         | Bündnis Deutschland                                       | 164 477    | 0,41 / 100,00   | Novo  | 0 / 96    | Novo    |
|                         | Aliança Democrática pela Diversidade e pelo Despertar]    | 148 724    | 0,37 / 100,00   | Novo  | 0 / 96    | Novo    |
|                         | MERA25                                                    | 118 616    | 0,30 / 100,00   | 0,05  | 0 / 96    | 0       |
|                         | Voz da Última Geração                                     | 104 340    | 0,26 / 100,00   | Novo  | 0 / 96    | Novo    |
|                         | Partido Democrático de Base                               | 99 502     | 0,25 / 100,00   | Novo  | 0 / 96    | Novo    |
|                         | Partido dos Humanistas                                    | 82 275     | 0,21 / 100,00   | 0,04  | 0 / 96    | 0       |
|                         | Aliança C – Cristãos pela Alemanha                        | 75 053     | 0,19 / 100,00   | 0,01  | 0 / 96    | 0       |
|                         | V-Partei3                                                 | 55 440     | 0,14 / 100,00   | Novo  | 0 / 96    | Novo    |
|                         | Mundo Humano                                              | 54 098     | 0,14 / 100,00   | 0,05  | 0 / 96    | 0       |
|                         | A Pátria                                                  | 41 006     | 0,10 / 100,00   | 0,17  | 0 / 96    | 0       |
|                         | Klimaliste Deutschland                                    | 31 504     | 0,08 / 100,00   | Novo  | 0 / 96    | Novo    |
|                         | Aliança pela Inovação e Justiça                           | 31 141     | 0,08 / 100,00   | 0,10  | 0 / 96    | 0       |
|                         | Partido da Razão                                          | 29 508     | 0,07 / 100,00   | Novo  | 0 / 96    | Novo    |
|                         | Cidadãos pela Justiça Social                              | 26 506     | 0,07 / 100,00   | Novo  | 0 / 96    | Novo    |
|                         | Partido para a Investigação Biomédica do Rejuvenescimento | 18 935     | 0,05 / 100,00   | 0,14  | 0 / 96    | 0       |
|                         | Partido Comunista Alemão                                  | 14 945     | 0,04 / 100,00   | 0,01  | 0 / 96    | 0       |
|                         | Partido Marxista-Leninista da Alemanha                    | 13 553     | 0,03 / 100,00   | 0,02  | 0 / 96    | 0       |
|                         | Partido da Igualdade Socialista, Quarta Internacional     | 5 923      | 0,01 / 100,00   | 0     | 0 / 96    | 0       |
| Votos inválidos         | Votos inválidos                                           | 332 136    | 0,83 / 100,00   | 0,26  |           |         |
| Total                   | Total                                                     | 40 128 348 | 100,00 / 100,00 |       | 96 / 96   |         |
| Eleitorado/Participação | Eleitorado/Participação                                   | 61 779 636 | 64,95 / 100,00  | 3,57  |           |         |
| Fonte                   | Fonte                                                     | [ 4 ]      | [ 4 ]           | [ 4 ] | [ 4 ]     | [ 4 ]   |

### Resultados por Estado federal
Os resultados apresentados apenas se referem aos partidos que elegerem eurodeputados:
| Estado                           | %       | %    | %    | %    | %    | %   | %   | %   | %   | %   | %   | %   | %   | %   | Votantes   |  |
| Estado                           | CDU CSU | AFD  | SPD  | GRÜ  | BSW  | FDP | DL  | FW  | VD  | DP  | TIE | ÖDP | FAM | PdF | Votantes   |  |
| -------------------------------- | ------- | ---- | ---- | ---- | ---- | --- | --- | --- | --- | --- | --- | --- | --- | --- | ---------- |  |
| Estado                           |         |      |      |      |      |     |     |     |     |     |     |     |     |     | Votantes   |  |
| Baden-Württemberg                | 32,0    | 14,7 | 11,6 | 13,8 | 4,5  | 6,8 | 1,9 | 3,8 | 2,5 | 1,7 | 1,2 | 0,7 | 0,4 | 0,5 | 5 203 587  |  |
| Baixa Saxónia                    | 31,4    | 13,2 | 19,5 | 12,2 | 4,5  | 5,3 | 2,1 | 1,2 | 2,2 | 1,9 | 1,5 | 0,3 | 0,6 | 0,7 | 3 969 241  |  |
| Baviera                          | 39,7    | 12,6 | 11,8 | 8,9  | 3,8  | 3,9 | 1,4 | 6,8 | 2,4 | 1,6 | 1,0 | 1,9 | 0,4 | 0,5 | 6 343 613  |  |
| Berlim                           | 17,6    | 11,6 | 13,2 | 19,6 | 8,7  | 4,3 | 7,3 | 0,5 | 4,8 | 3,4 | 2,1 | 0,4 | 0,5 | 0,5 | 1 553 998  |  |
| Brandemburgo                     | 18,4    | 27,5 | 13,1 | 6,0  | 13,8 | 3,2 | 4,4 | 2,1 | 1,6 | 2,3 | 1,7 | 0,3 | 1,2 | 0,5 | 1 402 541  |  |
| Bremen                           | 19,8    | 10,2 | 21,5 | 16,2 | 5,6  | 5,3 | 5,8 | 0,5 | 4,7 | 2,2 | 1,5 | 0,3 | 0,3 | 0,7 | 263 361    |  |
| Hamburgo                         | 18,4    | 8,0  | 18,7 | 21,2 | 4,9  | 7,0 | 5,1 | 0,5 | 6,0 | 2,5 | 1,5 | 0,4 | 0,3 | 0,6 | 868 354    |  |
| Hesse                            | 30,0    | 13,6 | 16,4 | 12,9 | 4,4  | 6,3 | 2,5 | 2,0 | 3,3 | 1,8 | 1,5 | 0,4 | 0,4 | 0,5 | 2 807 209  |  |
| Mecklemburgo-Pomerânia Ocidental | 21,5    | 28,3 | 10,3 | 4,8  | 16,4 | 2,6 | 4,9 | 1,0 | 1,3 | 1,8 | 1,3 | 0,2 | 1,2 | 0,4 | 868 344    |  |
| Renânia do Norte-Vestfália       | 31,2    | 12,6 | 17,2 | 13,5 | 4,4  | 6,3 | 2,1 | 0,7 | 2,8 | 2,0 | 1,7 | 0,3 | 0,6 | 0,7 | 8 373 669  |  |
| Renânia-Palatinado               | 30,7    | 14,7 | 17,5 | 9,3  | 4,7  | 5,9 | 1,7 | 5,2 | 2,2 | 1,7 | 1,5 | 0,5 | 0,7 | 0,5 | 2 055 747  |  |
| Sarre                            | 29,3    | 15,7 | 20,5 | 6,6  | 7,9  | 4,7 | 2,0 | 1,6 | 1,7 | 2,3 | 2,0 | 0,6 | 1,2 | 0,5 | 511 563    |  |
| Saxónia                          | 21,8    | 31,8 | 6,9  | 5,9  | 12,6 | 2,4 | 4,9 | 2,4 | 1,8 | 2,4 | 1,4 | 0,3 | 1,0 | 0,5 | 2 263 079  |  |
| Saxónia-Anhalt                   | 22,8    | 30,5 | 8,7  | 3,9  | 15,0 | 2,5 | 4,8 | 1,5 | 1,3 | 1,9 | 1,6 | 0,2 | 1,4 | 0,4 | 1 104 167  |  |
| Schleswig-Holstein               | 30,2    | 12,2 | 16,7 | 15,4 | 4,1  | 6,3 | 2,3 | 1,2 | 2,5 | 2,1 | 1,6 | 0,3 | 0,8 | 0,7 | 1 490 483  |  |
| Turíngia                         | 23,2    | 30,7 | 8,2  | 4,2  | 15,0 | 2,0 | 5,7 | 1,8 | 1,3 | 2,0 | 1,0 | 0,3 | 1,0 | 0,3 | 1 049 392  |  |
| Alemanha                         | 30,0    | 15,9 | 13,9 | 11,9 | 6,2  | 5,2 | 2,7 | 2,7 | 2,6 | 2,0 | 1,4 | 0,7 | 0,6 | 0,6 | 40 128 348 |  |

## Representação parlamentar (2024-2029)

### Partidos nacionais
| Partido | Partido                                          | Deputados | Grupo parlamentar | Grupo parlamentar                                 |
| ------- | ------------------------------------------------ | --------- | ----------------- | ------------------------------------------------- |
|         | União Democrata-Cristã                           | 23 / 96   |                   | Grupo do Partido Popular Europeu                  |
|         | Alternativa para a Alemanha                      | 15 / 96   |                   | Europa das Nações Soberanas                       |
|         | Partido Social-Democrata da Alemanha             | 14 / 96   |                   | Aliança Progressista dos Socialistas e Democratas |
|         | Aliança 90/Os Verdes                             | 12 / 96   |                   | Verdes/Aliança Livre Europeia                     |
|         | União Social-Cristã                              | 6 / 96    |                   | Grupo do Partido Popular Europeu                  |
|         | Bündnis Sahra Wagenknecht                        | 6 / 96    |                   | Não inscritos                                     |
|         | Partido Democrático Liberal                      | 5 / 96    |                   | Renovar a Europa                                  |
|         | A Esquerda                                       | 3 / 96    |                   | A Esquerda no Parlamento Europeu - GUE/NGL        |
|         | Eleitores Livres                                 | 3 / 96    |                   | Renovar a Europa                                  |
|         | Volt Alemanha                                    | 3 / 96    |                   | Verdes/Aliança Livre Europeia                     |
|         | Die PARTEI                                       | 2 / 96    |                   | Não inscritos                                     |
|         | Partido Pessoas, Ambiente e Proteção dos Animais | 1 / 96    |                   | A Esquerda no Parlamento Europeu - GUE/NGL        |
|         | Partido Democrático Ecológico                    | 1 / 96    |                   | Grupo do Partido Popular Europeu                  |
|         | Partido da Família da Alemanha                   | 1 / 96    |                   | Grupo do Partido Popular Europeu                  |
|         | Partido do Progresso                             | 1 / 96    |                   | Não inscritos                                     |

### Grupos parlamentares europeus
| Grupo parlamentar | Grupo parlamentar                                 | Deputados |
| ----------------- | ------------------------------------------------- | --------- |
|                   | Grupo do Partido Popular Europeu                  | 30 / 96   |
|                   | Verdes/Aliança Livre Europeia                     | 15 / 96   |
|                   | Aliança Progressista dos Socialistas e Democratas | 14 / 96   |
|                   | Europa das Nações Soberanas                       | 14 / 96   |
|                   | Não inscritos                                     | 10 / 96   |
|                   | Renovar a Europa                                  | 8 / 96    |
|                   | A Esquerda no Parlamento Europeu - GUE/NGL        | 4 / 96    |